# سرزمین اسکار دوم

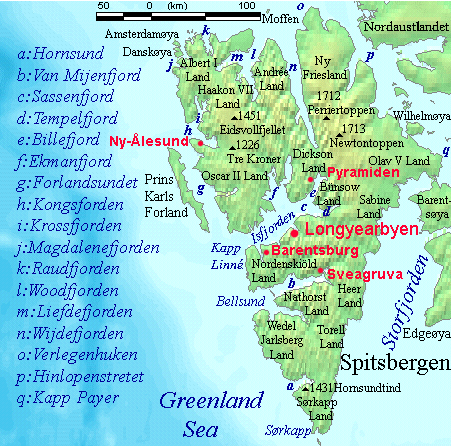
سرزمین اسکار دوم در ساحل غربی اسپیتس‌برگن و میان ایسفیوردن و کونگزفیوردن قرار دارد.

سرزمین اسکار دوم (انگلیسی: Oscar II Land) سرزمینی میان ایسفیوردن و کونگزفیوردن در جزیره اسپیتس‌برگن واقع در جزایر سوالبار نروژ است. یخچال طبیعی اسویابرین با درازای ۳۰ کیلومتر، سرزمین اسکار دوم و سرزمین جیمز یکم را از هم جدا می‌کند.
این منطقه به نام اسکار دوم سوئد نام‌گذاری شده‌است. کوه هوفگاردتوپن بلندترین قله سرزمین اسکار دوم است.